# 奎氏溪蟹属
奎氏溪蟹属（学名：Krishnamon）为溪蟹科的一个属。

## 下属物种
本属包括以下物种：
- Krishnamon austenianum (Wood-Mason, 1871)